# Hoikkasaari (ö i Mellersta Finland, Jämsä)
Hoikkasaari är en ö i Finland. Den ligger i sjön Iso Rautavesi och i kommunen Jämsä i den ekonomiska regionen  Jämsä  och landskapet Mellersta Finland, i den södra delen av landet, 210 km norr om huvudstaden Helsingfors. Öns area är 1,1 hektar och dess största längd är 380 meter i sydöst-nordvästlig riktning.